# Johannes Jacobus Smits van Eckart
Jhr. Johannes Jacobus Smits van Eckart (1781-1847), heer van Eckart, was een zoon van Johannes Theodorus Smits en Veronica Cornelia Janssen. Hij was textielfabrikant, evenals zijn vader.
In 1832, toen zijn moeder Veronica gestorven was, werd de Heerlijkheid Eckart zijn eigendom. Hij was een vriend van koning Willem II. Deze wilde in Noord-Brabant enkele mensen in de adelstand verheffen omdat er geen katholieke adel in deze provincie meer bestond. Smits werd in 1841 in de adelstand verheven en verkreeg in 1843 naamswijziging in Smits van Eckart. Hij trouwde in 1810 met Maria Theresia Mercx (1789-1827) en ze kregen zeven kinderen.
- Het eerste kind (1810) stierf op haar vierde verjaardag.
- jkvr. Veronica C.H. Smits van Eckart (1815-1892), getrouwd met jhr. mr. Eduard Joseph Corneille Marie de Kuijper (1817-1893), die gouverneur van Limburg werd,
- jkvr. Maria H. Smits van Eckart (1819-1896), gehuwd met mr. Ferdinand G. J. baron van Rijckevorsel van Kessel (1815-1879), raadsheer bij het Gerechtshof in 's-Hertogenbosch,
- jhr. Johan Theodorus Antonius Smits van Eckart (1821-1876)
- jkvr. C. Josephina H. Smits van Eckart (1822-1895), trouwde met haar neef, Jean Th.A.H. Smits (1821-1886), zoon van Theo Smits
- jhr. Theodorus G.H. Smits van Eckart (1824-1874), trouwde met Maria A.S.M. Maubach (1845-1911), die op Het Hof te Tongelre woonde
- jhr. Norbertus Johannes Jacobus Smits van Eckart (1826-1881), trouwde met Maria Hubertina Elisa Teuwens (1834-1907).